# Sucha Koszalińska
Sucha Koszalińska [ˈsuxa kɔʂaˈliɲska] (trước đây là Zuchen của Đức) là một ngôi làng thuộc khu hành chính của Gmina Sianów, thuộc quận Koszalin, West Pomeranian Voivodeship, ở phía tây bắc Ba Lan. Nó nằm khoảng 4 kilômét (2 mi)   phía tây bắc Sianów, 11 km (7 mi) phía đông bắc Koszalin và 145 km (90 mi) về phía đông bắc của thủ đô khu vực Szczecin.
Trước năm 1945, khu vực này là một phần của Đức. Đối với lịch sử của khu vực, xem Lịch sử của Pomerania.